# Звірково
Звірко́во (рос. Зверково) — присілок у складі Дмитровського міського округу Московської області, Росія.

## Населення
Населення — 262 особи (2010; 106 у 2002).
Національний склад (станом на 2002 рік):
- росіяни — 95 %